# Airforce Delta
Airforce Delta, ou Deadly Skies na Europa, é um jogo eletrônico de guerra aérea desenvolvido e publicado pela Konami  em 1999 para Dreamcast e Game Boy Color, o jogo se assemelha aos jogos da série Ace Combat da Namco.